# Ann Katrin Düben
Ann Katrin Düben (* 1984 in Flensburg) ist eine deutsche Historikerin und Gedenkstättenpädagogin.

## Leben
Ann Katrin Düben studierte von 2004 bis 2011 an der Universität Leipzig Mittlere und Neuere Geschichte und parallel von 2007 bis 2009 Außerschulische Kunstpädagogik. Ihre Magisterarbeit schrieb sie über die Gedenkstätten Bełżec und Majdanek im Kontext der europäischen Gedenkstättenkultur. Anschließend arbeitete sie unter anderem in der Gedenkstätte Buchenwald und der Gedenkstätte für Zwangsarbeit Leipzig. Dort war sie im Vorstand des Gedenkstättenvereins tätig. Sie gehörte als freiberufliche wissenschaftliche Mitarbeiterin des Georg-Eckert-Instituts der Deutsch-Israelischen Schulbuchkommission an. 2019 promovierte sie am Lehrstuhl für Geschichtsdidaktik in Leipzig mit einer Studie über die Emslandlager in den Erinnerungskulturen 1945–2011. Es sei die erste wissenschaftliche Publikation zu den Emslandlagern, die sich dezidiert mit dem Thema der Erinnerungskultur befasst, so David Reinicke von der Stiftung niedersächsische Gedenkstätten, der die 2022 veröffentlichte Arbeit rezensierte.
Ann Katrin Düben leitet seit 2019 die Gedenkstätte Breitenau in Guxhagen bei Kassel in der Nachfolge von Gunnar Richter.

## Veröffentlichungen
Monografien
- Die Emslandlager in den Erinnerungskulturen 1945–2011. Akteure, Deutungen, Formen, Vandenhoeck & Ruprecht, Göttingen 2022, ISBN 978-3-8471-1316-4.

Herausgeberschaft
- Die ehemalige Leipziger Arbeitsanstalt Riebeckstraße 63: Verwahrung, Ausgrenzung, Verfolgung, Hentrich & Hentrich, Leipzig 2020, ISBN 978-3-95565-378-1.

Beiträge
- Orte des Erinnerns und des Vergessens? Die Kriegsgräberstätten im Emsland als Beispiele regionaler Erinnerungskultur. In: Claudia Müller et al. (Hrsg.): Die Shoah in Geschichte und Erinnerung. Perspektiven medialer Vermittlung in Italien und Deutschland, Transcript, Bielefeld 2014, ISBN 978-3-8376-2794-7, S. 199–210.
- „So daß dann diese gesamte Grabstätte in Bockhorst verschwindet“. Die Friedhöfe für die Toten der Emslandlager im Spiegel der bundesrepublikanischen Erinnerungspolitik (1945 bis 1970). In: Ute Planert et al. (Hrsg.): Sterben, töten, gedenken. Zur Sozialgeschichte des Todes, Verlag J.H.W. Dietz Nachf., Bonn 2015, ISBN 978-3-8012-4246-6, S. 239–254.
- Zusammen mit Sebastian Schönemann: Gewalt als Leere. Repräsentation und Rezeption der Ikone des Torhauses von Auschwitz-Birkenau, in: Franca Buss, Philipp Müller (Hrsg.): Hin- und Wegsehen. Formen und Kräfte von Gewaltbildern, De Gruyter, Berlin/Boston 2019, S. 181–193. ISBN 978-3-11-064379-4, doi:10.1515/9783110643794-011
- Verfolgt wegen „verbotenen Umgangs“. Deutsche Frauen im „Arbeitserziehungslager“ Breitenau und ihr Bemühen um Anerkennung, in: Insa Eschebach/Christine Glauning/Silke Schneider (Hrsg.): Verbotener Umgang mit „Fremdvölkischen“. Kriminalisierung und Verfolgungspraxis im Nationalsozialismus, Metropol Verlag, Berlin 2023, S. 251–268. ISBN 978-3-86331-680-8.